# Asura simplicifascia
Asura simplicifascia là một loài bướm đêm thuộc phân họ Arctiinae, họ Erebidae.